# Lord Emsworth agisce per il meglio
Lord Emsworth agisce per il meglio (Lord Emsworth Acts for the Best) è un racconto dello scrittore inglese P. G. Wodehouse, pubblicato per la prima volta in volume nel 1936 nella raccolta di racconti Il castello di Blandings.

## Storia editoriale
Il racconto è stato pubblicato per la prima volta negli Stati Uniti nel numero del 5 giugno 1926 della rivista Liberty con le illustrazioni di Wallace Morgan e pressoché contemporaneamente nel Regno Unito, nel numero di giugno 1926 del mensile The Strand Magazine, con le illustrazioni di Reginald Cleaver. Il 29 maggio 1935 fu pubblicato sul settimanale canadese Family Herald and Weekly Star illustrato da James H. Hammon. Nello stesso 1935 fu pubblicato assieme ad altri cinque racconti nel volume dal titolo Blandings Castle pubblicato negli USA nel 1935. 
Come gli altri racconti della raccolta Il castello di Blandings, Lord Emsworth agisce per il meglio fu tradotta due volte in lingua italiana e pubblicata in volume più volte ad opera di quattro editori: negli anni trenta nella traduzione di Giulia Brugiotti e dagli anni ottanta nella traduzione di Luigi Brioschi.
Nel 1936 i racconti di Blandings Castle, con l'aggiunta di altri sei, furono pubblicati anche nel Regno Unito nella raccolta intitolata Blandings Castle and elsewhere. In questa versione, il racconto "Lord Emsworth agisce per il meglio" subì lievi modifiche.

## Trama
Beach, maggiordomo da 18 anni al castello di Blandings (Shropshire), confida alla signora Twemlow, la governante, che ha deciso di dimettersi, incapace di sopportare la vergogna della barba che sta facendo crescere Lord Emsworth, il padrone del castello(«Quella barba alla reputazione di sua signoria in tutti i dintorni»). L'ignaro Lord Emsworth è invece preoccupato da un telegramma, che gli ha inviato il figlio cadetto Freddie, il quale lo informa che è tornato a Londra dagli Stati Uniti e che desidera vederlo.
Il conte si precipita a Londra e apprende dal figlio che si è separato dalla moglie Aggie: Freddy aveva scritto la sceneggiatura per Hollywood e voleva convincere un'attrice, Pauline Petite, a interpretare il successivo film; Jane Yorke, un'amica della moglie, lo aveva visto a cena con l'attrice e aveva riferito il fatto ad Aggie la quale, senza sentire ragioni, l'ha piantato. Freddie prega il padre di recarsi da Aggie, la quale si trova anch'essa a Londra con Jane Yorke, e di perorare la sua causa, convinto che la moglie si commuoverà alle parole di un vecchio padre dai capelli bianchi. Lord Emsworth rifiuta. Più tardi, però, rendersi conto del pericolo che Freddie possa tornare a Blandings se il suo matrimonio dovesse fallire, decide di recarsi dalla nuora.
Recatosi nell'albergo in cui risiede Aggie e trovata la porta della sua stanza aperta, Lord Emsworth entra, ma va incontro a una serie di contrattempi. In particolare Jane Yorke crede il conte sia un ladro e lo minaccia con una pistola; quando finalmente Lord Emsworth è riuscito a fatica a convincere le donne di essere veramente Lord Emsworth, giunge nell'albergo Freddie, travestitosi come un vecchio con la barba bianca finta per fingere di essere suo padre. Nonostante l'acrimonia di Jane per Freddy, Aggie perdona Freddie. Lord Emsworth, avendo capito che con la barba bianca somiglia a suo figlio («Come tanti altri, aveva momenti neri in cui il proprio aspetto fisico non lo soddisfaceva affatto, ma non aveva mai pensato di avere una faccia come quella di Freddie»), decide di radersi, con grande sollievo di Beach.

## Personaggi
(in ordine di apparizione)
Beachmaggiordomo a Blandings; attribuisce grande importanza alle convenzioni che regolano la vita al castello, di cui è un discreto ma rigido e inflessibile custode
Mrs. Twemlowgovernante a Blandings
Clarence, Nono Conte di Emsworthproprietario del castello di Blandings; padre di Freddie Threepwood; molto distratto; membro del Senior Conservative Club di Londra; ama i fiori ed è quasi sempre in giro per il giardino della sua casa
Freddie Threepwoodfiglio cadetto di Lord Emsworth, 26 anni; sposato con Aggie Donaldson; in questo racconto vorrebbe dedicarsi alla professione di sceneggiatore cinematografico
Niagara Donaldson (Aggie)ricca e giovane ereditiera americana, moglie di Freddie Threepwood
Jane Yorkeamica di Aggie Donaldson; desidera che Aggie divorzi da Freddie e sposi il proprio fratello
Pauline Petiteattrice a Hollywood

## Edizioni
In lingua originale
- (EN) Lord Emsworth Acts for the Best, in Blandings Castle, 1ª ed., New York, Doubleday, Doran & Co, 1935.
- (EN) Lord Emsworth Acts for the Best, in Blandings Castle and Elsewhere, 1ª ed., London, Herbert Jenkins, 1936.
- (EN) Lord Emsworth Acts for the Best, in Blandings Castle and Elsewhere, introduction by Frank Muir, London, Penguin books, 2000,  pp. 27-48, ISBN 0141185740.

Traduzioni in italiano
- Lord Emsworth agisce per il meglio, in Il castello di Blandings: romanzo umoristico inglese, traduzione di Giulia Brugiotti, Milano, Bietti, 1936.
- Lord Emsworth agisce per il meglio, in Il castello di Blandings, collana Coll. BUR ; 481, traduzione di Luigi Brioschi, Milano, Biblioteca universale Rizzoli, 1984,  pp. 13-37, ISBN 88-17-12481-8.
- Lord Emsworth agisce per il meglio, in Il castello di Blandings, collana Coll. Narratori della fenice, traduzione di Luigi Brioschi, Parma, U. Guanda, 1992, ISBN 88-7746-601-4.
- Lord Emsworth agisce per il meglio, in Il castello di Blandings, collana Coll. TEAdue ; 315, traduzione di Luigi Brioschi, Milano, TEA, 1995, ISBN 88-7819-876-5.